# 7005 Henninghaack
7005 Henninghaack è un asteroide della fascia principale. Scoperto nel 1981, presenta un'orbita caratterizzata da un semiasse maggiore pari a 2,4188525 UA e da un'eccentricità di 0,0999829, inclinata di 6,16964° rispetto all'eclittica.